# Henning Wrogemann

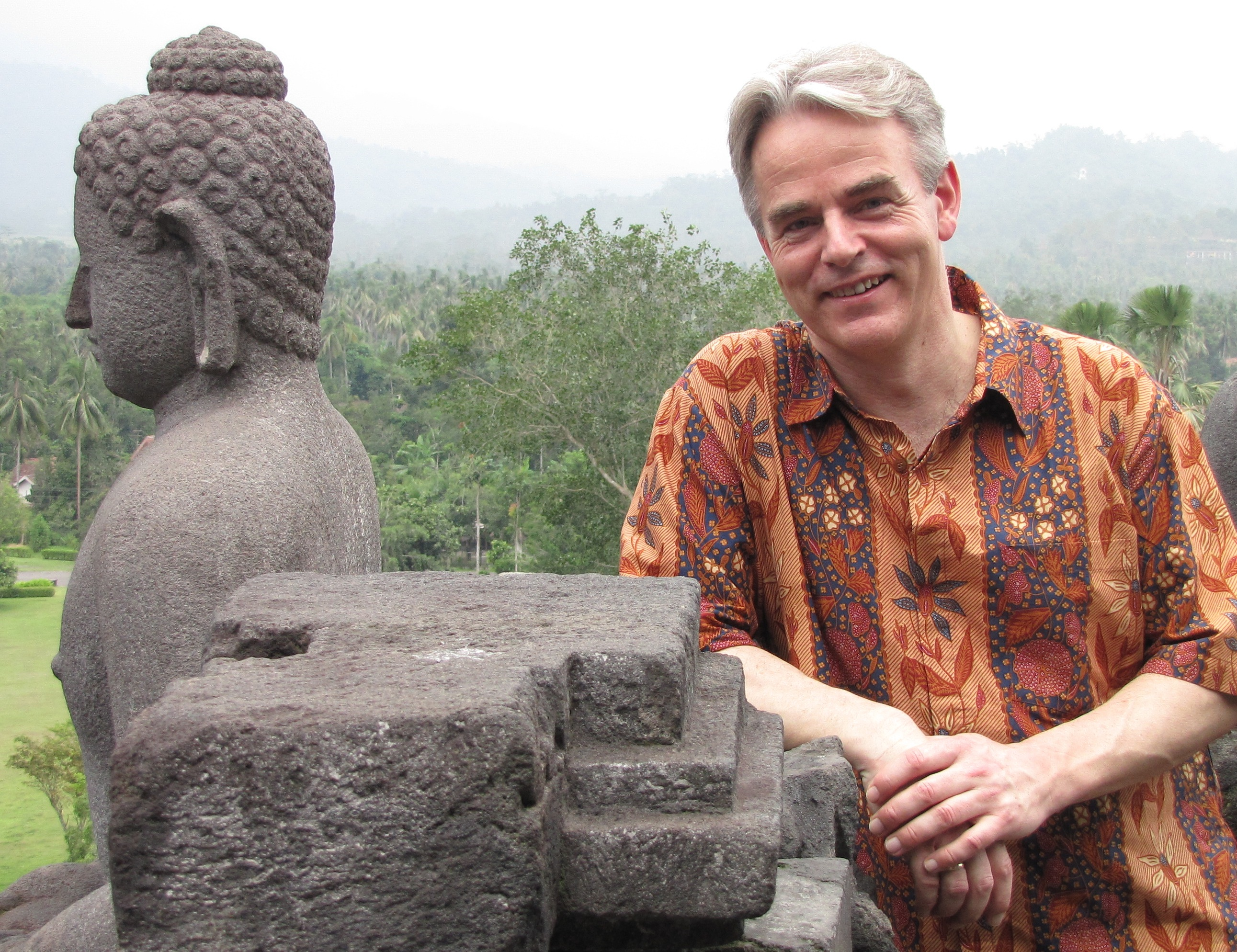
Henning Wrogemann 2011

Henning Wrogemann (* 10. Februar 1964 in Ebstorf) ist deutscher evangelischer Theologe und Inhaber des Lehrstuhls für Religionswissenschaft und Interkulturelle Theologie an der Kirchlichen Hochschule Wuppertal. Er ist außerdem Leiter des Instituts für Interkulturelle Theologie und Interreligiöse Studien (IITIS).

## Leben
Wrogemann studierte zwischen 1985 und 1991 Evangelische Theologie, Geschichte und Philosophie an der Lutherischen-Theologischen Hochschule Oberursel und der Ruprecht-Karls-Universität Heidelberg. Ab 1991 arbeitete er als Mitarbeiter und Wissenschaftlicher Hochschulassistent am Institut für Religionsgeschichte und Missionswissenschaft der Ruprecht-Karls-Universität Heidelberg am Lehrstuhl von Theo Sundermeier, wo er 1995 promoviert wurde.
Von 1996 bis 1998 durchlief er das Vikariat und nahm danach seine pfarramtliche Tätigkeit in der Evangelisch-lutherischen Landeskirche Hannovers auf. Ab 2002 war er als Dozent für Missions- und Religionswissenschaft am Missionsseminar des Evangelisch-lutherischen Missionswerkes in Niedersachsen (ELM), Hermannsburg und Recognized Lecturer der University of Birmingham im Vereinigten Königreich und der Missionshochschule Stavanger in Norwegen tätig. In Zusammenarbeit mit der norwegischen Hochschule wirkte er am Master-Programm MA in Theology and Mission Studies mit.
Seine Habilitation schloss er 2005 im Fach Missionswissenschaft und Religionswissenschaft an der Ruprecht-Karls-Universität Heidelberg ab. Seit 2007 ist er Professor für Missionswissenschaft, Religionswissenschaft und Ökumenik an der Kirchlichen Hochschule Wuppertal/Bethel. Der Lehrstuhl wurde 2018 in Religionswissenschaft und Interkulturelle Theologie umbenannt. Seine Forschungsschwerpunkte sind Theologie der Mission und interreligiöser Dialog, interkulturelle Theologie und Hermeneutik, islamische Daʿwa (Ruf zum Islam) und christlich-islamische Beziehungen in der Gegenwart.
Wrogemann ist Herausgeber der Reihe Beiträge zur Missionswissenschaft/Interkulturellen Theologie (zusammen mit John G. Flett) sowie Mitherausgeber der Zeitschriften Evangelische Theologie, Theologische Literaturzeitung und Verkündigung und Forschung. Von 2015 bis 2019 war er Vorsitzender der Deutschen Gesellschaft für Missionswissenschaft.

## Akademische Schüler
Am Lehrstuhl für Religionswissenschaft und Interkulturelle Theologie der Kirchlichen Hochschule Wuppertal wurden unter Henning Wrogemann als Doktorvater bzw. Supervisor bisher (Stand 2025) mehr als 20 Promotions- bzw. Habilitationsverfahren abgeschlossen. Zu seinen akademischen Schülern gehören unter anderem:
- Francis Abdelmassieh
- Oleg Dik
- Yassir Eric
- John G. Flett
- Detlef Hiller
- Dyah Ayu Krismawati
- Christof Sauer
- Tobias Schuckert
- Maher Samuel Sedrak
- Leonie Schweizer

## Werke

### Monografien
- Pluralität braucht Orientierung. Kirche und christliches Zeugnis in spätchristlicher Gesellschaft, Leipzig 2025, ISBN 978-3-374-07885-1.
- The Call to Islam (da´wa islamiyya). A Brief History and Contemporary Approaches, Leipzig 2024, ISBN 978-3-374-07626-0.
- Bibel und Koran: Christen und Muslime in Dialog und Differenz, Leipzig 2022, ISBN 978-3-374-07285-9.
- Christian Witness in a Globalized World. Meeting the Challenges of Religious Plurality, Secularity and Interculturality, Münster 2021, ISBN 978-3-643-91344-9.
- Religionswissenschaft und Interkulturelle Theologie (Lehrwerk Evangelische Theologie, Band 10), Leipzig 2020, ISBN 978-3-374-05492-3.
- Questions of Context: Reading a Century of German Mission Theology (Missiological Engagements), by John G. Flett and Henning Wrogemann, Downers Grove (IL) 2020, ISBN 978-0-8308-5108-9.
- Intercultural Theology, Volume 3, A Theology of Interreligious Relations (Missiological Engagements), Downers Grove (IL): InterVarsity Press 2019, ISBN 978-0-8308-5099-0.
- Intercultural Theology, Volume 2, Theologies of Mission (Missiological Engagements), Downers Grove (IL): InterVarsity Press 2018, ISBN 978-0-8308-5098-3.
- Missionswissenschaft unterwegs. Interkulturelle und interreligiöse Perspektiven, Leipzig 2017, ISBN 978-3-374-05292-9.
- Intercultural Theology, Volume 1, Intercultural Hermeneutics (Missiological Engagements), Downers Grove (IL): InterVarsity Press 2016, ISBN 978-0-8308-5097-6.
- Muslime und Christen in der Zivilgesellschaft. Religiöse Geltungsansprüche und die Frage der Toleranz in religions- und missionswissenschaftlicher Sicht, Leipzig 2016, ISBN 978-3-374-04588-4.
- Theologie Interreligiöser Beziehungen. Religionstheologische Denkwege, kulturwissenschaftliche Anfragen und ein methodischer Neuansatz. Lehrbuch Interkulturelle Theologie / Missionswissenschaft, Band 3, Gütersloh 2015, ISBN 978-3-579-08143-4.
- Missionstheologien der Gegenwart. Globale Entwicklungen, kontextuelle Profile und ökumenische Herausforderungen. Lehrbuch Interkulturelle Theologie / Missionswissenschaft, Band 2, Gütersloh 2013, ISBN 978-3-579-08142-7.
- Interkulturelle Theologie und Hermeneutik. Grundfragen, aktuelle Beispiele, theoretische Perspektiven. Lehrbuch Interkulturelle Theologie / Missionswissenschaft', Band 1, Gütersloh 2012, ISBN 978-3-579-08141-0.
- Das schöne Evangelium inmitten der Kulturen und Religionen: Streifzüge im Bereich der Missions- und Religionswissenschaft, Erlangen, 2011, ISBN 978-3-87214-623-6.
- Den Glanz widerspiegeln: vom Sinn der christlichen Mission, ihren Kraftquellen und Ausdrucksgestalten. Interkulturelle Impulse für deutsche Kontexte, Frankfurt am Main, 2009, ISBN 978-3-87476-606-7.
- Religionen im Gespräch. Hinduismus – Buddhismus – Islam: Ein Arbeitsbuch zum interreligiösen Lernen, Calw, 2008, ISBN 978-3-7668-4031-8.
- Missionarischer Islam und gesellschaftlicher Dialog. Eine Studie zu Begründung und Praxis des Aufrufes zum Islam (da'wa) im internationalen sunnitischen Diskurs, Frankfurt am Main, 2006, ISBN 978-3-87476-489-6.
- Mission und Religion in der Systematischen Theologie der Gegenwart. Das Missionsverständnis deutschsprachiger protestantischer Dogmatiker im 20. Jahrhundert, Göttingen (Studien zur Systematischen und Ökumenischen Theologie, Bd. 79), 1997, ISBN 3-525-56285-3.

### Als Herausgeber (Auswahl)
- Many Modes – One Goal? Evangelism in Discourse (Mission und Kirche, Bd. 7), hg. und eingel. von Ralph Kunz und Henning Wrogemann, Leipzig 2025, ISBN 978-3-374-07917-9.
- Mission in Crisis. The Church´s Unfinished Homework (Mission und Kirche, Bd. 3), hg. und eingel. von Ralph Kunz und Henning Wrogemann, Leipzig 2024, ISBN 978-3-374-07577-5.
- Interkulturelle Theologie. Religionen – Missionen – Interkulturalität, Themenheft, Verkündigung und Forschung 2021/2, hg. von Henning Wrogemann, ISSN 2198-0454.
- mit Daniel Cyranka: Religion – Macht – Raum: Religiöse Machtansprüche und ihre medialen Repräsentationen (Veröffentlichungen der Wissenschaftlichen Gesellschaft für Theologie, VWGTh 56), Leipzig 2018, ISBN 978-3-374-05754-2.
- mit Claudia Währisch-Oblau: Witchcraft, Demons and Deliverance. A Global Conversation on an Intercultural Challenge, Beiträge zur Missionswissenschaft / Interkulturellen Theologie, Band 32, Münster 2015, ISBN 978-3-643-90657-1.
- Theologie in Freiheit und Verbindlichkeit. Profile der Kirchlichen Hochschule Wuppertal/Bethel, Neukirchen-Vluyn, 2012, ISBN 978-3-7887-2583-9.
- Die Sichtbarkeit des christlichen Glaubens. Kirche und Theologie in der Öffentlichkeit, Neukirchen-Vluyn, 2010, ISBN 978-3-7887-2478-8.
- Indien – Schmelztiegel der Religionen oder Konkurrenz der Missionen? Protestantische Mission in Indien seit ihren Anfängen in Tranquebar (1706) und die Sendung der anderen Konfessionen und Religionen. Geschichtliche Perspektiven und aktuelle Herausforderungen, Frankfurt am Main / Berlin, 2008, ISBN 978-3-8258-0914-0.
- mit Benjamin Simon: Konviviale Theologie – Festgabe für Theo Sundermeier zum 70. Geburtstag, Frankfurt am Main, 2005, ISBN 3-87476-477-X.
- mit C. Dahling-Sander, A. Schultze und D. Werner: Leitfaden Ökumenische Missionstheologie, Gütersloh, 2003, ISBN 3-579-05395-7.

## Funktionen und Mitgliedschaften (Auswahl)
- Mitherausgeber der Zeitschrift Evangelische Theologie
- Mitherausgeber der Zeitschrift Theologische Literaturzeitung
- Mitherausgeber der Zeitschrift Verkündigung und Forschung
- Mitglied des Board of Advisors der International Review of Mission (seit 2013)
- Contributing Editor der Zeitschrift Mission Studies der International Association for Mission Studies, IAMS (seit 2004)
- Herausgeber der Reihe Beiträge zur Missionswissenschaft/Interkulturellen Theologie, zus. m. John G. Flett (seit 2012)
- Vorsitzender der Deutschen Gesellschaft für Missionswissenschaft (DGMW) (2015–2019)
- Mitglied der Theologischen Kommission des Evangelischen Missionswerkes in Deutschland, EMW (2002–2016)
- Mitglied des Kuratoriums der Missionsakademie an der Universität Hamburg (2015–2019)
- Mitglied der Deutschen Vereinigung für Religionswissenschaft
- Mitglied der International Association for Mission Studies (seit 2002)
- Mitglied des Verwaltungsrates der Deutschen Gesellschaft für Missionswissenschaft, DGMW (2004–2021)
- Mitglied der Theologischen Kommission der Arbeitsgemeinschaft Missionarischer Dienste, AMD der EKD (2004–2013)